# Ostojić István bosnyák király
Ostojić István (1400 – 1422. április előtt), bosnyákul: Stjepan Ostojić, kralj Bosne, horvátul: Stjepan Ostojić, kralj u Bosni, szerbül: Стефан Остојић Котроманић, latinul: Stephanus Ostoiae, rex Bosniae, bosnyák király, a Kotromanić-ház tagja. István Tamás bosnyák király féltestvére. Az anyja túlélte őt mint az egyetlen gyermekét.

## Élete
Ostoja István bosnyák királynak az első feleségétől,  Kujeva (1385 körül–1434) bosnyák úrnőtől, Radin Jablanić lányától született elsőszülött és egyetlen törvényes fia.
Apja I. Tvrtko házasságon kívüli fia volt. Ostoja féltestvére, Tvrtko herceg, aki feltehetőleg I. Tvrtko törvényes fia volt, és a feleségétől, Sisman Dorottya királynétól született, trónharcok árán végül 1404-ben nyerte el az ország kormányzását II. Tvrtko néven, mikor testvérét egy összeesküvés megbuktatta, és Ostoja Zsigmond magyar királyhoz menekült. Maróti János macsói bánt küldte Zsigmond Ostoja megsegítésére, aki elfoglalta Szreberniket és Ostoja székhelyét, Bobovácot (történelmi magyar nevén: Babolc), ahova magyar őrséget helyezett, de II. Tvrtkót nem sikerült ekkor még elmozdítani a trónról. Zsigmond király végül 1408-ban vezetett nagy szabású hadjáratot Boszniába, melynek eredményeként II. Tvrtko királyt Dobor váránál fogságba ejtette, aki meghódolt előtte, és elismerte a magyar király fennhatóságát. Zsigmond ekkor magával vitte a legyőzött II. Tvrtkót Budára. Az 1408-as Bosznia fölötti győzelem alkalmából alapította meg Zsigmond és Cillei Borbála királyné a Sárkányrendet. 1409. októberében a Magyarországon „vendégeskedő” II. Tvrtkót a magyarellenes párt Hranić Sandalj vajda vezetésével hivatalosan is elmozdította a trónjáról, és ismét Tvrtko féltestvérét, Ostoját kiáltották ki királlyá. Ostoja a haláláig, 1418. szeptemberéig Bosznia királya maradt, bár 1415-ben Zsigmond újra Boszniába küldte a trónfosztott II. Tvrtkót, hogy ismét elfoglalja a trónt. Ostoját a törvényes fia, Ostojić István követte a trónon, akit II. Tvrtkónak sikerült 1421-ben letaszítani a trónról.